# Slivsø
Der Slivsø (älter auch Slibsø) ist ein etwa 168 Hektar großer Süßwassersee in Nordschleswig im südlichen Dänemark. Er liegt östlich des Kirchdorfs Hoptrup und zum größten Teil im Gebiet dieser Gemeinde, die ihrerseits Teil der Kommune Hadersleben ist.
Das Gewässer wurde bis 1958 vollkommen trockengelegt, um die Fläche landwirtschaftlich zu nutzen. Im Zuge eines umfangreichen Renaturierungsprogramms wurde das Areal 2004 erneut geflutet, so dass der See beinahe in seiner alten Größe wieder entstanden ist. Ursprünglich bildete der See wahrscheinlich einen Seitenarm des Kleinen Belts, von dem er nur durch eine schmale Landbrücke getrennt ist.